# ESNA
ESNA [э́сна] или ESNA European Higher Education News — это независимое информационное агентство расположенное в Берлине. Оно оказывает новостные и информационные услуги в области Европейского высшего образования и научно-исследовательской деятельности. Агентство публикует многоязычные обзоры прессы и информационные материалы, досье, рецензии на книги, календари мероприятий, отчёты, подкасты, журналистские видеоматериалы и переводы.

## История
Агентство ESNA возникло из ежеквартального журнала по поиску работы для студентов LETSWORK, который был впервые выпущен в 1999 году агентством по трудоустройству для студентов ТУСМА в Берлине. Агентство ТУСМА обеспечило более 20,000 иностранных студентов работой и запустило журнал LETSWORK как межкультурный канал, информирующий студентов об иммиграционном и трудовом законодательстве.
В 2002 году журнал LETSWORK был преобразован в WORK|OUT, Обозрение Европейских Студентов, издаваемое культурной ассоциацией Letswork e.V. в Берлине. Новое издание публиковало независимые многоязычные новости в сотрудничестве со студентами из университетских городов Германии, Франции, Италии, Польши и Испании. Кроме того, оно проводило конференции и организовывало культурные мероприятия в Италии и Германии.
В 2004 и 2005 году WORK|OUT получило итальянскую национальную премию Premio Palinsesta Italia за инновационное содержание и решения в области печати и мультимедиа. В 2006 году обозрение WORK|OUT было внесено в рейтинг десяти лучших студенческих изданий Германии. Также в 2006 году был создан web-сайт EforS, который стал подразделением WORK|OUT, направленным на объединение Европейских студентов. Через семь месяцев с начала своей деятельности EforS получил премию MLP Campus Press Award в номинации лучший web-сайт.
В связи с тем, что журнал WORK|OUT переориентировался на более широкий круг вопросов, связанных с политикой в области высшего образования, студенческое обозрение начало трансформироваться в отдельную организацию. Наконец, в 2008 году основная группа сотрудников WORK|OUT увидела необходимость в создании нового профессионального канала и основало агентство ESNA European Higher Education News.
Начиная с 2014 года, ESNA активно работает в сфере видеожурналистики и сотрудничает с кинокомпанией Caucaso, Болонья. Наиболее значимой работой кинокомпании считается фильм Золотой храм.
В 2019 году агентство ESNA запустило проект United Universities of Europe (Объединенные университеты Европы) или UUU, который обозревает развитие европейских университетских альянсов (European University Alliances).

## Содержание
Новостная сеть ESNA представлена молодыми журналистами, которые работают с новостями в области Европейского высшего образования, анализа и развития, проведения конференций и мероприятий. Основные темы включают: международные рейтинги университетов, международная карьера и трудоустройство студентов, исследования в области высшего образования в условиях глобализации, модели высшего образования, политику и реформирование, либерализацию и финансирование высшего образования. ESNA также анализирует политику Евросоюза и Болонский процесс, социальные и финансовые барьеры, академическую мобильность и межкультурный диалог в сфере высшего образования.

## Структура и деятельность
ESNA управляет сетью корреспондентов на территории Европы. В настоящее время действует на четырех уровнях: 1. Редакция, расположенная в Берлине 2. Корреспонденты, журналисты-фрилансеры 3. Сеть экспертов-аналитиков 4. Партнёрские организации и медиа структуры.
Создание сети и вовлечённость читателей неразрывно связаны с modus operandi агентства. ESNA интегрируется в научное сообщество через организацию и модерацию конференций. Агентство новостей также предлагает два раза в год стажировку для иностранных студентов и выпускников.

## Политическая позиция
ESNA готовит независимые журналистские обозрения и публикует объективную информацию. Агентство переводит статьи с языка оригинала на английский и немецкий языки для того, чтобы облегчить доступ к информации, касающейся Европейского высшего образования и политики в области научных исследований. В апреле 2005 года предшественник ESNA журнал WORK|OUT организовал конференцию на тему: Цензура и свободные медиа в Университете Iuav, Венеция. На этом мероприятии Peter Preston, редактор газеты The Guardian, помог сформулировать миссию ESNA, которое было создано спустя три года. Он заявил: «Есть один аспект, который пропустили отцы-основатели Европы. Мы строим новое большое здание свободы без свободной прессы, которая отражает и наблюдает за его ростом. Это должно появиться с самого начала и быть построено на индивидуальных контактах и энтузиазме. Нам нужно начать выстраивать наше собственное общественное мнение, и сделать это прямо сейчас.»